# Пятый Доктор
Пятый Доктор (англ. Fifth Doctor) — пятое воплощение персонажа Доктора из британского научно-фантастического телесериала телеканала BBC «Доктор Кто», сыгранное актёром Питером Дэвисоном.
Доктор — путешественник во времени и пространстве. Вместе со своими компаньонами при помощи ТАРДИС он посещает различные планеты и времена. Когда он получает серьёзное повреждение, грозящее смертью, он может регенерировать, но при этом его внешность и характер меняются.

## Биография
После событий серии «Логополис» Четвёртый Доктор срывается с телескопа и падает. Его окружают Тиган, Нисса и Адрик. Появляется таинственная личность, известная как Наблюдатель, и сливается с Доктором, в результате чего тот регенерирует. Однако регенерация прошла не совсем удачно и была повреждена нервная система. Доктор удаляется в нулевую комнату, чтобы окончательно излечиться. Однако, в результате действий Мастера нулевая комната разрушается до того, как Доктор смог полностью восстановиться. В результате ТАРДИС с экипажем приходится отправиться в таинственное место — Кастровальва, для полного излечения Доктора. После он путешествовал с Адриком, Ниссой и Тиган Джованка. Адрик погиб в эпизоде «Землетрясение» и Доктор винил себя в его смерти, в следующей серии «Временной полёт» Доктор оставляет Тиган, однако в следующем эпизоде она возвращается. Вскоре к ним присоединяется Вислор Турлоу, а в следующем эпизоде Нисса покидает ТАРДИС. Позже Доктор знакомится с андроидом Камелионом. В серии «Воскрешение далеков» Тиган покидает ТАРДИС, в следующем эпизоде Камелион погибает, а Турлоу возвращается на свою планету, в этом же эпизоде Доктор знакомится с Пери Браун и берёт её с собой. В серии «Пещеры Андрозани» Доктор регенерировал.
Кроме того, в возрожденном «Докторе Кто», в бонусной восьмиминутной 14 серии 3 сезона «Раскол во времени» Пятый Доктор оказывается в ТАРДИС в одно и то же время с Десятым Доктором в результате провала во времени. Десятый пытается убедить Пятого, что они — один и тот же инопланетянин. Десятый Доктор объясняет, что забыл включить защитное поле во время ремонта своей ТАРДИС, и обе машины — Десятого и Пятого, обе точки временного потока слились в одну. Вдвоем они быстро исправляют ошибку. На прощание Десятый говорит Пятому, что ему нравилось быть им, что он сохранил с тех пор некоторые привычки: грозно повышать голос, носить очки и кеды. Также он произносит фразу «Вы — мой доктор». Пятый исчезает, сняв шляпу и напомнив «наследнику» включить защитное поле. В следующую секунду ТАРДИС врезается в Титаник.
Пятый Доктор участвовал в спасении Галлифрея в серии «День Доктора».

## Личность
Возможно, Пятый Доктор самый человечный и ранимый. Он часто реагирует на ситуацию раньше, чем предпримет действия и открыто выразит надежду и страх своим спутникам. Смерть Адрика заставила его серьёзней относиться к спутникам («Землетрясение»).
Пятый Доктор предпочитал использовать информацию и дипломатию в решении проблем. Пятый Доктор любил надевать очки, когда рассматривал что-то. Они делали его «немного умнее» («Раскол во времени»).
Человечность делала Доктора склонным к панике и иногда нерешительным. Он был не способен хладнокровно убить Давроса («Воскрешение далеков»).
Пятый Доктор показывал большое отвращение к насилию, а также боль и сострадание к другим.
Его любимой присказкой было: «Блестяще!»

## Стиль одежды
Пятый доктор почти всегда был одет в сюртук кремового цвета, полосатые брюки, спортивные туфли. Иногда он надевал панаму, которую потом сворачивал и убирал во внутренний карман пальто. На удачу всегда носил с собой шар для крикета (который спас ему жизнь в одной из серий). На его сюртук почти всегда была прикреплена веточка сельдерея.

## Другие появления
- Измерения во времени (1993)
- Крушение во времени (2007)
- Пятый Доктор участвовал в спасении Галлифрея в серии «День Доктора».

Кроме того, Пятый Доктор — одно из четырёх воплощений Доктора, принимавшее участие в аудиопостановках Big Finish Productions. Он появился в историях:
- Сирены времени (1999)
- Фантасмагория (1999)
- Земля мёртвых (2000)
- Красный рассвет (2000)
- Зима для знатока (2000)
- Фаза мутации (2000)
- Оборотни (2001)